# George Brooke
George Brooke, född 17 april 1568, död 5 december 1603, var en engelsk aristokrat. Han var son till William Brooke, 10:e baron Cobham och hans fru Frances Newton, dotter till sir John Newton. Brooke studerade vid King's College, Cambridge och tog sin examen därifrån 1586. Han fick arbete inom ett prebende i York och lovades senare en plats vid St Cross-sjukhuset i Winchester av Elisabet I av England, så fort en plats blev ledig. Dock avled drottning Elisabet innan detta hände och när Jakob I av England blev kung gav han bort platsen till en annan person, James Hudson, istället. Detta skapade missnöje hos Brooke. 
Brooke började nu planera olika sammansvärjningar mot kung Jakob, tillsammans med bland annat Griffin Markham, Walter Raleigh och Henry Brooke, 11:e baron Cobham; Brooke och Cobham var bröder. Dock fick Robert Cecil, 1:e earl av Salisbury nys om dessa sammansvärjningar och han såg till att Brooke arresterades och fängslades i Towern i juli 1603. Vid förhören sade sig Brooke vara icke skyldig till de anklagelser som riktats mot honom. 
Salisbury gifte sig med Brookes syster och tack vare detta hoppades Brooke att han skulle kunna bli benådad. Så var inte fallet utan den 5 december 1603 avrättades han i Winchester efter att ha blivit dömd för högförräderi.